# Riodocea pulcherrima
Riodocea pulcherrima, também conhecido como jenipapinho, jenipapo-da-mata, jenipapo-bravo ou arariba-preta, é uma espécie de planta do gênero Riodocea e da família Rubiaceae. 

## Taxonomia
A espécie foi descrita em 1999 por Piero G. Delprete. 

## Forma de vida
É uma espécie terrícola e arbórea. 

## Descrição
Árvores de 5-15 metros de altura comramos cilíndricos, delgados, glabros. Estípulas com ápice acuminado, membranáceas, glabras na face externa, pubescentes na interna, coléteres na base, 0,8-1,5 centímetros de comprimento.
Folhas com pecíolo canaliculado, pubescente, 0,5-1,5 centímetros de comprimento; lâmina elíptica a lanceolada, 8-17x2-7 centímetros, base aguda, ápice agudo a acuminado, face superior nítida, glabra, inferior pubescente nas nervuras; nervura central proeminente na face inferior, 8-10 nervuras secundárias delgadas, ascendentes em cada lado, nervuras intersecundárias subparalelas, domácias em tufo de pelos, reticulação conspícua. Inflorescências com ramos cilíndricos, glabros. 
Flores com cerca 1 centímetros de comprimento; cálice campanulado, denteado, glabro na face externa, pubérulo na interna, 0,3-1,7 centímetros de comprimento; corola infundibuliforme, face externa glabra, interna com denso anel de pelos na inserção dos estames, lobos ovados, ciliados, ápice agudo, patentes, com cerca de 1/2 do de comprimento do tubo; masculinas com anteras inclusas, lanceolóides, agudas, ca 3 milímetros de comprimento; femininas com hipanto obcônico, pubérulo, ca 2 milímetros de comprimento, disco do ovário curto, truncado, estilete glabro, estígma dilatado. Fruto globoso, glabro, 8-10 centímetros de comprimento; sementes ca 6 milímetros de comprimento 

## Conservação
A espécie faz parte da Lista Vermelha das espécies ameaçadas do estado do Espírito Santo, no sudeste do Brasil. A lista foi publicada em 13 de junho de 2005 por intermédio do decreto estadual nº 1.499-R. 

## Distribuição
A espécie é encontrada nos estados brasileiros de Bahia, Espírito Santo e Rio de Janeiro. 
Em termos ecológicos, é encontrada no domínio fitogeográfico de Mata Atlântica, em regiões com vegetação de floresta ombrófila pluvial.